# NGC 5920
NGC 5920 (другие обозначения — UGC 9822, ZWG 49.145, 3C 318.1, PGC 54839) — линзообразная галактика (S0) в созвездии Змея.
Этот объект входит в число перечисленных в оригинальной редакции «Нового общего каталога».